# 西龍仁ジャンクション
西龍仁ジャンクション（ソヨンインジャンクション）は大韓民国京畿道龍仁市にある嶺東高速道路（50号線）と首都圏第二循環高速道路（400号線）のジャンクションである。

## 接続している路線

### 仁川・江陵方面
- 嶺東高速道路（15番）

### 華城・広州方面
- 首都圏第二循環高速道路（3番）

## 隣
嶺東高速道路
- (14) 麻城IC - (15) 西龍仁JCT - (17) 龍仁IC

首都圏第二循環高速道路
- (2) 西龍仁IC - (3) 西龍仁JCT - (4) 蒲谷IC